# ZooBank
ZooBank (Official Register of Zoological Nomenclature, рус.  Международный официальный реестр зоологической номенклатуры) — база данных и веб-сайт с открытым доступом, которая является официальным реестром зоологической номенклатуры Международной комиссии по зоологической номенклатуре (ICZN). В ней собираются все валидные названия описанных видов животных организмов. В базе данных постоянно публикуются данные о новых открытых видах, изменениях номенклатуры и систематики существующих видов. Любые номенклатурные акты (например, публикации, которые создают или изменяют таксономическое название) должны быть зарегистрированы в ZooBank для «официального» признания Международным кодексом зоологической номенклатуры (ICZN Code of Nomenclature).

## История
ZooBank был официально основан в 2005 году исполнительным секретариатом Международной комиссии по зоологической номенклатуре. Реестр был активирован 10 августа 2006 года, и с тех пор в него было внесено более 1,5 миллиона видов.
Прототип ZooBank был создан на основе Index to Organism Names (http://www.organismnames.com), который в 2000 году был скомпилирован по данным из научной литературы, отмеченной в Zoological Record (журнал, основанный в 1864 году Зоологическим обществом Лондона, в 2004—2016 года принадлежал компании Thomson Reuters, а с 2016 — Clarivate).
Первые идентификаторы LSID ZooBank были выпущены 1 января 2008 года, ровно через 250 лет после 1 января 1758 года, что является датой, определенной Международным кодексом зоологической номенклатуры в качестве официального начала научной зоологической номенклатуры. Таксон Chromis abyssus (рифовые рыбы) был первым видом, введенным в систему ZooBank с отметкой времени 2008-01-01T00: 00: 02.

## Глобальный идентификатор
Все таксоны и другие параметры, вносимые в базу данных получают свои уникальные номера. В качестве глобального уникального идентификатора для регистрационных записей в ZooBank используются Life Science Identifiers (LSIDs).
Например, вид Lasius neglectus имеет свой уникальный идентификатор LSID как для самого таксона, так и для публикации, где он описан. Кроме того, свои LSID присваивают журналам и иным изданиям, публикующим описания таксонов и отдельные LSID всем авторам этих таксонов. Данные о таксоне включают типовое местонахождение и место хранения типовой серии. Данные о публикации включают её полное библиографическое описание и точную дату выхода. Эти LSID имеют следующий вид:
- LSID urn: lsid: zoobank.org: act:E766937C-33A4-4520-B49E-B112399C1274 (таксон)[12]
- LSID urn: lsid: zoobank.org: pub:E0764CA0-0181-49C1-A5E7-C0E1928AA95E (публикация)[13]
- LSID urn: lsid: zoobank.org: pub:CC952F98-4094-47C2-B392-90E54A18CA3B (журнал)[14]
- LSID urn: lsid: zoobank.org: author:894DB89E-D716-41A2-93C3-DE32C3DB12DB (автор)[15]